# Отбой (фильм, 1981)
«Отбой» (также «Кадеты», англ. Taps) — кинодрама 1981 года режиссёра Харольда Беккера с Тимоти Хаттоном в главной роли. Экранизация романа Девери Фримэна «Отец неба» (Father Sky).

## Сюжет
Курсанты военной академии Банкер Хилл (Bunker Hill Military Academy) узнают, что её продают застройщикам по решению попечительского совета. Не согласные с этим, они решают отстоять земли своей академии и свою честь. Ситуация усугубляется тем, что в перепалке кадетов с местными жителями погиб молодой человек. Брайан Морлэнд, Алекс Дуайер и Дэвид Шон возглавляют вооружённый захват военного городка, не пуская туда сначала строителей, а потом и прибывших военных.

## В ролях
- Джордж Скотт — бригадный генерал Харлан Бейч
- Тимоти Хаттон — старший кадет Брайан Морлэнд
- Ронни Кокс — полковник Керби
- Шон Пенн [2] — кадет Алекс Дуайер
- Том Круз — кадет Дэвид Шон
- Брендан Уорд — кадет Плиб Чарли Оден
- Эван Хэндлер — кадет Эдвард Уэст
- Джанкарло Эспозито — кадет Пирс

## Премии и номинации
- 1982 — номинация на премию Золотой глобус — лучший актёр (Тимоти Хаттон)